# Liste des monuments historiques de l'arrondissement de Bordeaux

Localisation de l'arrondissement de Bordeaux dans le département de la Gironde depuis mai 2006.

Cet article recense les monuments historiques de l'arrondissement de Bordeaux, dans le département de la Gironde, en France.

## Statistiques
L'arrondissement de Bordeaux, dans l'ouest de la Gironde, concentre 483 édifices protégés au titre des monuments historiques (51 % du total du département). Toutefois, Bordeaux compte à elle seule 357 édifices, ce qui laisse 126 bâtiments dans le reste de l'arrondissement (13 % du département).
Le moulin de Noès est situé sur Mérignac et Pessac.
- Haut – A
- B
- C
- D
- E
- F
- G
- H
- I
- J
- K
- L
- M
- N
- O
- P
- Q
- R
- S
- T
- U
- V
- W
- X
- Y
- Z

## Liste
Pour limiter la taille de cette liste, la ville de Bordeaux est traitée à part, dans la liste des monuments historiques de Bordeaux.
| Monument                                                   | Commune                                         | Adresse                                          | Coordonnées                                      | Notice                                           | Protection                                       | Date                                             | Illustration                                     |
| ---------------------------------------------------------- | ----------------------------------------------- | ------------------------------------------------ | ------------------------------------------------ | ------------------------------------------------ | ------------------------------------------------ | ------------------------------------------------ | ------------------------------------------------ |
| Château de Peychaud                                        | Ambarès-et-Lagrave                              |                                                  | 44° 57′ 49″ nord, 0° 30′ 25″ ouest               | « PA00083109 »                                   | Inscrit                                          | 1966                                             | Château de Peychaud                              |
| Église Saint-Pierre d'Ambarès-et-Lagrave                   | Ambarès-et-Lagrave                              |                                                  | 44° 55′ 27″ nord, 0° 29′ 08″ ouest               | « PA00083110 »                                   | Inscrit                                          | 2002                                             | Église Saint-Pierre d'Ambarès-et-Lagrave         |
| Château de Sainte-Barbe                                    | Ambès                                           |                                                  | 44° 59′ 14″ nord, 0° 32′ 22″ ouest               | « PA33000001 »                                   | Inscrit                                          | 1996                                             | Château de Sainte-Barbe                          |
| Église Saint-Seurin d'Artigues-près-Bordeaux               | Artigues-près-Bordeaux                          |                                                  | 44° 51′ 31″ nord, 0° 29′ 53″ ouest               | « PA00083114 »                                   | Inscrit                                          | 1925                                             | Église Saint-Seurin d'Artigues-près-Bordeaux     |
| Château Morin                                              | Bassens                                         |                                                  | 44° 55′ 03″ nord, 0° 30′ 58″ ouest               | « PA00083125 »                                   | Inscrit                                          | 1965                                             | Château Morin                                    |
| Église Saint-Pierre de Bassens                             | Bassens                                         |                                                  | 44° 54′ 06″ nord, 0° 30′ 59″ ouest               | « PA00083126 »                                   | Inscrit                                          | 1925                                             | Église Saint-Pierre de Bassens                   |
| Château de Lacaussade                                      | Baurech                                         |                                                  | 44° 43′ 39″ nord, 0° 25′ 20″ ouest               | « PA00083127 »                                   | Inscrit                                          | 2002                                             | Château de Lacaussade                            |
| Château de Lyde                                            | Baurech                                         |                                                  | 44° 44′ 19″ nord, 0° 25′ 56″ ouest               | « PA00083128 »                                   | Classé                                           | 1987                                             | Château de Lyde                                  |
| Église Saint-Saturnin de Baurech                           | Baurech                                         |                                                  | 44° 43′ 32″ nord, 0° 26′ 28″ ouest               | « PA00083129 »                                   | Classé                                           | 2003                                             | Église Saint-Saturnin de Baurech                 |
| Château de Couloumey                                       | Beautiran                                       |                                                  | 44° 41′ 52″ nord, 0° 27′ 43″ ouest               | « PA33000055 »                                   | Inscrit                                          | 2002                                             | Château de Couloumey                             |
| Château de Francs                                          | Bègles                                          |                                                  | 44° 48′ 28″ nord, 0° 32′ 05″ ouest               | « PA00083135 »                                   | Inscrit                                          | 1975                                             | Château de Francs                                |
| Ancien domaine de Lachaise                                 | Bègles                                          |                                                  | 44° 48′ 54″ nord, 0° 32′ 11″ ouest               | « PA33000126 »                                   | Inscrit                                          | 2009                                             | Ancien domaine de Lachaise                       |
| Église Saint-Pierre de Bègles                              | Bègles                                          |                                                  | 44° 48′ 06″ nord, 0° 32′ 36″ ouest               | « PA00083136 »                                   | Inscrit                                          | 1925                                             | Église Saint-Pierre de Bègles                    |
| Piscine municipale de Bègles                               | Bègles                                          |                                                  | 44° 48′ 26″ nord, 0° 33′ 14″ ouest               | « PA00083900 »                                   | Inscrit                                          | 1991                                             | Piscine municipale de Bègles                     |
| Château Dillon                                             | Blanquefort                                     |                                                  | 44° 55′ 15″ nord, 0° 38′ 32″ ouest               | « PA00083146 »                                   | Inscrit                                          | 1984                                             | Château Dillon                                   |
| Château de Duras                                           | Blanquefort                                     |                                                  | 44° 54′ 04″ nord, 0° 37′ 48″ ouest               | « PA00083147 »                                   | Classé                                           | 1862                                             | Château de Duras                                 |
| Parc et grotte de Majolan                                  | Blanquefort                                     |                                                  | 44° 54′ 07″ nord, 0° 38′ 46″ ouest               | « PA00083148 »                                   | Inscrit                                          | 1987                                             | Parc et grotte de Majolan                        |
| Croix de cimetière de Blésignac                            | Blésignac                                       |                                                  | 44° 46′ 30″ nord, 0° 15′ 29″ ouest               | « PA00083154 »                                   | Classé                                           | 1907                                             | Croix de cimetière de Blésignac                  |
| Église Saint-Roch de Blésignac                             | Blésignac                                       |                                                  | 44° 46′ 30″ nord, 0° 15′ 29″ ouest               | « PA33000037 »                                   | Inscrit                                          | 2001                                             | Église Saint-Roch de Blésignac                   |
|                                                            | Bordeaux                                        | Voir liste des monuments historiques de Bordeaux | Voir liste des monuments historiques de Bordeaux | Voir liste des monuments historiques de Bordeaux | Voir liste des monuments historiques de Bordeaux | Voir liste des monuments historiques de Bordeaux | Voir liste des monuments historiques de Bordeaux |
| Église Saint-Siméon de Bouliac                             | Bouliac                                         |                                                  | 44° 48′ 48″ nord, 0° 30′ 13″ ouest               | « PA00083481 »                                   | Classé                                           | 1862                                             | Église Saint-Siméon de Bouliac                   |
| Castel d'Andorte                                           | Bouscat (Le)                                    |                                                  | 44° 51′ 57″ nord, 0° 36′ 38″ ouest               | « PA00083488 »                                   | Inscrit                                          | 2009                                             | Castel d'Andorte                                 |
| Villa Jeanne                                               | Bouscat (Le)                                    |                                                  | 44° 51′ 19″ nord, 0° 35′ 42″ ouest               | « PA33000038 »                                   | Inscrit                                          | 2001                                             | Villa Jeanne                                     |
| Château de La Brède                                        | Brède (La)                                      |                                                  | 44° 40′ 45″ nord, 0° 32′ 39″ ouest               | « PA00083490 »                                   | Classé                                           | 2008                                             | Château de La Brède                              |
| Église Saint-Jean-d'Étampes de La Brède                    | Brède (La)                                      |                                                  | 44° 40′ 54″ nord, 0° 31′ 38″ ouest               | « PA33000017 »                                   | Inscrit                                          | 1997                                             | Église Saint-Jean-d'Étampes de La Brède          |
| Château de Treulon                                         | Bruges                                          |                                                  | 44° 52′ 57″ nord, 0° 37′ 01″ ouest               | « PA00083492 »                                   | Inscrit                                          | 1962                                             | Château de Treulon                               |
| Église Saint-Pierre de Bruges                              | Bruges                                          |                                                  | 44° 53′ 02″ nord, 0° 36′ 43″ ouest               | « PA00083493 »                                   | Inscrit                                          | 1956                                             | Église Saint-Pierre de Bruges                    |
| Château de Malleret                                        | Cadaujac                                        |                                                  | 44° 45′ 46″ nord, 0° 30′ 50″ ouest               | « PA00083872 »                                   | Inscrit                                          | 1989                                             | Château de Malleret                              |
| Château de Saige                                           | Cadaujac                                        |                                                  | 44° 45′ 10″ nord, 0° 31′ 47″ ouest               | « PA00083497 »                                   | Inscrit                                          | 1983                                             | Château de Saige                                 |
| Maison Droit                                               | Cadaujac                                        |                                                  | 44° 44′ 14″ nord, 0° 30′ 07″ ouest               | « PA00083498 »                                   | Inscrit                                          | 1988                                             | Maison Droit                                     |
| Église Saint-Saturnin de Camarsac                          | Camarsac                                        |                                                  | 44° 49′ 50″ nord, 0° 21′ 46″ ouest               | « PA00083503 »                                   | Inscrit                                          | 1925                                             | Église Saint-Saturnin de Camarsac                |
| Église Saint-Martin de Cambes                              | Cambes                                          |                                                  | 44° 43′ 56″ nord, 0° 27′ 46″ ouest               | « PA33000039 »                                   | Inscrit                                          | 2001                                             | Église Saint-Martin de Cambes                    |
| Ermitage Sainte-Catherine de Cambes                        | Cambes                                          |                                                  | 44° 44′ 00″ nord, 0° 27′ 40″ ouest               | « PA00083504 »                                   | Inscrit                                          | 1973                                             | Image manquante Téléverser                       |
| Château de Lagarette                                       | Camblanes-et-Meynac                             |                                                  | 44° 46′ 00″ nord, 0° 29′ 26″ ouest               | « PA33000052 »                                   | Inscrit                                          | 2001                                             | Image manquante Téléverser                       |
| Église Saint-Martin de Castres-Gironde                     | Castres-Gironde                                 |                                                  | 44° 41′ 53″ nord, 0° 26′ 41″ ouest               | « PA00083515 »                                   | Classé                                           | 1913                                             | Église Saint-Martin de Castres-Gironde           |
| Église Saint-André de Cénac                                | Cénac                                           |                                                  | 44° 46′ 49″ nord, 0° 27′ 45″ ouest               | « PA00135177 »                                   | Inscrit                                          | 1995                                             | Église Saint-André de Cénac                      |
| Château Haussmann                                          | Cestas                                          |                                                  | 44° 44′ 37″ nord, 0° 39′ 38″ ouest               | « PA00083518 »                                   | Inscrit                                          | 1975                                             | Image manquante Téléverser                       |
| Église Notre-Dame de Créon                                 | Créon                                           |                                                  | 44° 46′ 26″ nord, 0° 20′ 52″ ouest               | « PA00083530 »                                   | Inscrit                                          | 2002                                             | Église Notre-Dame de Créon                       |
| Château Lescombes                                          | Eysines                                         |                                                  | 44° 52′ 51″ nord, 0° 39′ 13″ ouest               | « PA00083908 »                                   | Inscrit                                          | 1992                                             | Château Lescombes                                |
| Maison Guiraud                                             | Eysines                                         |                                                  | 44° 53′ 08″ nord, 0° 39′ 02″ ouest               | « PA00083544 »                                   | Inscrit                                          | 1988                                             | Maison Guiraud                                   |
| Château de Beauséjour                                      | Fargues-Saint-Hilaire                           |                                                  | 44° 49′ 32″ nord, 0° 26′ 05″ ouest               | « PA00083874 »                                   | Inscrit                                          | 1990                                             | Château de Beauséjour                            |
| Domaine de Sybirol                                         | Floirac                                         |                                                  | 44° 50′ 17″ nord, 0° 31′ 40″ ouest               | « PA33000033 »                                   | Inscrit                                          | 2000                                             | Domaine de Sybirol                               |
| Église Saint-Vincent de Floirac                            | Floirac                                         |                                                  | 44° 50′ 07″ nord, 0° 31′ 17″ ouest               | « PA33000042 »                                   | Inscrit                                          | 2001                                             | Église Saint-Vincent de Floirac                  |
| Maison Lemoine                                             | Floirac                                         |                                                  | 44° 49′ 27″ nord, 0° 31′ 04″ ouest               | « PA33000068 »                                   | Inscrit                                          | 2002                                             | Maison Lemoine                                   |
| Observatoire aquitain des sciences de l'univers            | Floirac                                         |                                                  | 44° 50′ 06″ nord, 0° 31′ 34″ ouest               | « PA33000133 »                                   | Inscrit                                          | 2010                                             | Observatoire aquitain des sciences de l'univers  |
| Château de Tauzia                                          | Gradignan                                       |                                                  | 44° 45′ 41″ nord, 0° 37′ 01″ ouest               | « PA00083563 »                                   | Classé                                           | 1965                                             | Château de Tauzia                                |
| Poterie de Gradignan                                       | Gradignan                                       | 90 avenue de la Poterie                          | 44° 46′ 21″ nord, 0° 38′ 38″ ouest               | « PA33000161 »                                   | Inscrit                                          | 2012                                             | Poterie de Gradignan                             |
| Prieuré de Cayac                                           | Gradignan                                       |                                                  | 44° 45′ 54″ nord, 0° 37′ 10″ ouest               | « PA00083564 »                                   | Inscrit                                          | 1937                                             | Prieuré de Cayac                                 |
| Télégraphe Chappe de Gradignan                             | Gradignan                                       | Cours du Général de Gaulle                       | 44° 47′ 06″ nord, 0° 36′ 27″ ouest               | « PA33000160 »                                   | Inscrit                                          | 2012                                             | Télégraphe Chappe de Gradignan                   |
| Château de Haute-Sage                                      | Haux                                            |                                                  | 44° 43′ 39″ nord, 0° 22′ 13″ ouest               | « PA00083570 »                                   | Inscrit                                          | 1984                                             | Château de Haute-Sage                            |
| Église Saint-Martin d'Haux                                 | Haux                                            |                                                  | 44° 44′ 07″ nord, 0° 22′ 17″ ouest               | « PA00083571 »                                   | Classé                                           | 1925                                             | Église Saint-Martin d'Haux                       |
| Demeure de Valrose                                         | Latresne                                        |                                                  | 44° 47′ 30″ nord, 0° 30′ 52″ ouest               | « PA00083915 »                                   | Inscrit                                          | 1992                                             | Demeure de Valrose                               |
| Église Saint-Aubin de Latresne                             | Latresne                                        |                                                  | 44° 47′ 11″ nord, 0° 29′ 03″ ouest               | « PA00083588 »                                   | Inscrit                                          | 1925                                             | Église Saint-Aubin de Latresne                   |
| Château Belin                                              | Léognan                                         |                                                  | 44° 43′ 40″ nord, 0° 36′ 03″ ouest               | « PA33000128 »                                   | Inscrit                                          | 2009                                             | Château Belin                                    |
| Château La Louvière                                        | Léognan                                         |                                                  | 44° 44′ 15″ nord, 0° 34′ 45″ ouest               | « PA00083883 »                                   | Classé                                           | 1991                                             | Château La Louvière                              |
| Château d'Olivier                                          | Léognan                                         |                                                  | 44° 44′ 56″ nord, 0° 35′ 53″ ouest               | « PA00083590 »                                   | Inscrit                                          | 1963                                             | Château d'Olivier                                |
| Église Saint-Martin de Léognan                             | Léognan                                         |                                                  | 44° 43′ 42″ nord, 0° 36′ 02″ ouest               | « PA00083591 »                                   | Classé                                           | 1862                                             | Église Saint-Martin de Léognan                   |
| Parc du château du Thil                                    | Léognan (également sur la commune de Martillac) |                                                  | 44° 44′ 15″ nord, 0° 33′ 53″ ouest               | « PA33000186 »                                   | Inscrit                                          | 2015                                             | Image manquante Téléverser                       |
| Château de Lislefort                                       | Lignan-de-Bordeaux                              |                                                  | 44° 48′ 06″ nord, 0° 25′ 17″ ouest               | « PA33000007 »                                   | Inscrit                                          | 1996                                             | Château de Lislefort                             |
| Église Sainte-Eulalie de Lignan-de-Bordeaux                | Lignan-de-Bordeaux                              |                                                  | 44° 47′ 47″ nord, 0° 25′ 41″ ouest               | « PA00083600 »                                   | Inscrit                                          | 1961                                             | Église Sainte-Eulalie de Lignan-de-Bordeaux      |
| Château de Lormont                                         | Lormont                                         |                                                  | 44° 52′ 42″ nord, 0° 31′ 47″ ouest               | « PA00083903 »                                   | Inscrit                                          | 1991                                             | Château de Lormont                               |
| Église du Saint-Esprit de Lormont                          | Lormont                                         |                                                  | 44° 53′ 00″ nord, 0° 31′ 28″ ouest               | « PA33000036 »                                   | Inscrit                                          | 2000                                             | Église du Saint-Esprit de Lormont                |
| Église Saint-Martin de Lormont                             | Lormont                                         |                                                  | 44° 52′ 39″ nord, 0° 31′ 53″ ouest               | « PA00083603 »                                   | Inscrit                                          | 1925                                             | Église Saint-Martin de Lormont                   |
| Ermitage Sainte-Catherine de Lormont                       | Lormont                                         |                                                  | 44° 52′ 32″ nord, 0° 32′ 06″ ouest               | « PA00083604 »                                   | Inscrit                                          | 1987                                             | Ermitage Sainte-Catherine de Lormont             |
| Château d'Agassac                                          | Ludon-Médoc                                     |                                                  | 44° 58′ 07″ nord, 0° 36′ 42″ ouest               | « PA33000171 »                                   | Inscrit                                          | 2013                                             | Château d'Agassac                                |
| Château de Bacalan                                         | Ludon-Médoc                                     |                                                  | 44° 58′ 52″ nord, 0° 36′ 09″ ouest               | « PA00132529 »                                   | Inscrit                                          | 1994                                             | Château de Bacalan                               |
| Château La Lagune                                          | Ludon-Médoc                                     |                                                  | 44° 58′ 44″ nord, 0° 37′ 02″ ouest               | « PA33000149 »                                   | Inscrit                                          | 2011                                             | Château La Lagune                                |
| Château Plaisance                                          | Macau                                           |                                                  | 45° 00′ 18″ nord, 0° 35′ 12″ ouest               | « PA00125242 »                                   | Classé                                           | 1993                                             | Château Plaisance                                |
| Église Notre-Dame de Macau                                 | Macau                                           |                                                  | 45° 00′ 32″ nord, 0° 36′ 45″ ouest               | « PA00083613 »                                   | Classé                                           | 1893                                             | Église Notre-Dame de Macau                       |
| Château de Rochemorin                                      | Martillac                                       |                                                  | 44° 43′ 16″ nord, 0° 33′ 21″ ouest               | « PA00083884 »                                   | Inscrit                                          | 1990                                             | Château de Rochemorin                            |
| Église Sainte-Quitterie de Martillac                       | Martillac                                       |                                                  | 44° 42′ 50″ nord, 0° 32′ 32″ ouest               | « PA00083620 »                                   | Inscrit                                          | 1925                                             | Église Sainte-Quitterie de Martillac             |
| Parc du château du Thil                                    | Martillac (également sur la commune de Léognan) |                                                  | 44° 44′ 15″ nord, 0° 33′ 53″ ouest               | « PA33000186 »                                   | Inscrit                                          | 2015                                             | Image manquante Téléverser                       |
| Chartreuse de Fontcastel                                   | Mérignac                                        |                                                  | 44° 50′ 13″ nord, 0° 38′ 26″ ouest               | « PA00083627 »                                   | Inscrit                                          | 1977                                             | Chartreuse de Fontcastel                         |
| Château de Bourran et parc                                 | Mérignac                                        |                                                  | 44° 50′ 19″ nord, 0° 37′ 45″ ouest               | « PA00083909 »                                   | Inscrit                                          | 1992                                             | Château de Bourran et parc                       |
| Domaine du Bourdieu, ou Maison Laffitte                    | Mérignac                                        |                                                  | 44° 49′ 43″ nord, 0° 38′ 57″ ouest               | « PA33000129 »                                   | Inscrit                                          | 2009                                             | Domaine du Bourdieu, ou Maison Laffitte          |
| Église Saint-Vincent de Mérignac                           | Mérignac                                        |                                                  | 44° 50′ 26″ nord, 0° 38′ 51″ ouest               | « PA00083629 »                                   | Inscrit                                          | 1987                                             | Église Saint-Vincent de Mérignac                 |
| Maison carrée d'Arlac                                      | Mérignac                                        |                                                  | 44° 49′ 41″ nord, 0° 37′ 22″ ouest               | « PA00083628 »                                   | Classé                                           | 1983                                             | Maison carrée d'Arlac                            |
| Moulin de Noès                                             | Mérignac                                        |                                                  | 44° 48′ 44″ nord, 0° 39′ 23″ ouest               | « PA00083630 »                                   | Inscrit                                          | 1984                                             | Moulin de Noès                                   |
| Tour de Veyrines                                           | Mérignac                                        |                                                  | 44° 49′ 32″ nord, 0° 38′ 45″ ouest               | « PA00083631 »                                   | Classé                                           | 1875                                             | Tour de Veyrines                                 |
| Château Pichon                                             | Parempuyre                                      |                                                  | 44° 56′ 25″ nord, 0° 35′ 50″ ouest               | « PA33000025 »                                   | Inscrit                                          | 2000                                             | Château Pichon                                   |
| Demeure, l'orangerie                                       | Pessac                                          |                                                  | 44° 48′ 07″ nord, 0° 38′ 04″ ouest               | « PA00083656 »                                   | Inscrit                                          | 1984                                             | Demeure, l'orangerie                             |
| Maison de la cité Frugès                                   | Pessac                                          | 3 rue des Arcades                                | 44° 47′ 53″ nord, 0° 38′ 56″ ouest               | « PA00083657 »                                   | Classé                                           | 1980                                             | Maison de la cité Frugès                         |
| Maison de la cité Frugès                                   | Pessac                                          | 4 rue des Arcades                                | 44° 47′ 56″ nord, 0° 38′ 55″ ouest               | « PA33000116 »                                   | classé                                           | 2013                                             | Maison de la cité Frugès                         |
| Maison de la cité Frugès                                   | Pessac                                          | 5 rue des Arcades                                | 44° 47′ 54″ nord, 0° 38′ 56″ ouest               | « PA33000153 »                                   | Inscrit                                          | 2012                                             | Maison de la cité Frugès                         |
| Cité Frugès - Le Corbusier : maison 7, rue des Arcades     | Pessac                                          | Maison 7, rue des Arcades                        | 44° 47′ 54″ nord, 0° 38′ 56″ ouest               | « PA33000228 »                                   | Inscrit                                          | 2019                                             | Image manquante Téléverser                       |
| Cité Frugès - Le Corbusier : maison 9, rue des Arcades     | Pessac                                          | Maison 9, rue des Arcades                        | 44° 47′ 55″ nord, 0° 38′ 56″ ouest               | « PA33000220 »                                   | Inscrit                                          | 2019                                             | Image manquante Téléverser                       |
| Cité Frugès - Le Corbusier : maison 13, rue des Arcades    | Pessac                                          | Maison 13, rue des Arcades                       | 44° 47′ 56″ nord, 0° 38′ 56″ ouest               | « PA33000229 »                                   | Inscrit                                          | 2019                                             | Image manquante Téléverser                       |
| Maison de la cité Frugès                                   | Pessac                                          | 20 rue Henry Frugès                              | 44° 47′ 57″ nord, 0° 38′ 49″ ouest               | « PA33000191 »                                   | Inscrit                                          | 2015                                             | Maison de la cité Frugès                         |
| Cité Frugès - Le Corbusier : maison 22, rue Henry-Frugès   | Pessac                                          | 22 rue Henry Frugès                              | 44° 47′ 57″ nord, 0° 38′ 49″ ouest               | « PA33000214 »                                   | Inscrit                                          | 2019                                             | Image manquante Téléverser                       |
| Cité Frugès - Le Corbusier : maison 23, rue Henry-Frugès   | Pessac                                          | 23 rue Henry Frugès                              | 44° 47′ 54″ nord, 0° 38′ 54″ ouest               | « PA33000215 »                                   | Inscrit                                          | 2019                                             | Image manquante Téléverser                       |
| Cité Frugès - Le Corbusier : maison 24, rue Henry-Frugès   | Pessac                                          | 24 rue Henry Frugès                              | 44° 47′ 57″ nord, 0° 38′ 49″ ouest               | « PA33000216 »                                   | Inscrit                                          | 2019                                             | Image manquante Téléverser                       |
| Cité Frugès - Le Corbusier : maison 25, rue Henry-Frugès   | Pessac                                          | 25 rue Henry Frugès                              | à géolocaliser                                   | « PA33000217 »                                   | Inscrit                                          | 2019                                             | Image manquante Téléverser                       |
| Maison de la cité Frugès                                   | Pessac                                          | 28 rue Henry Frugès                              | 44° 47′ 57″ nord, 0° 38′ 49″ ouest               | « PA33000122 »                                   | Inscrit                                          | 2009                                             | Maison de la cité Frugès                         |
| Cité Frugès - Le Corbusier : maison 30, rue Henry-Frugès   | Pessac                                          | 30 rue Henry Frugès                              | 44° 47′ 56″ nord, 0° 38′ 49″ ouest               | « PA33000218 »                                   | Inscrit                                          | 2019                                             | Image manquante Téléverser                       |
| Maison de la cité Frugès                                   | Pessac                                          | 32 rue Henry Frugès                              | 44° 47′ 57″ nord, 0° 38′ 49″ ouest               | « PA33000145 »                                   | Classé                                           | 2013                                             | Maison de la cité Frugès                         |
| Maison de la cité Frugès                                   | Pessac                                          | 34 rue Henry Frugès                              | 44° 47′ 56″ nord, 0° 38′ 50″ ouest               | « PA33000120 »                                   | Inscrit                                          | 2009                                             | Maison de la cité Frugès                         |
| Maison de la cité Frugès                                   | Pessac                                          | 42 rue Henry Frugès                              | 44° 47′ 54″ nord, 0° 38′ 54″ ouest               | « PA33000121 »                                   | Inscrit                                          | 2009                                             | Maison de la cité Frugès                         |
| Cité Frugès - Le Corbusier : maison 44, rue Henry-Frugès   | Pessac                                          | 44 rue Henry Frugès                              | 44° 47′ 54″ nord, 0° 38′ 54″ ouest               | « PA33000219 »                                   | Inscrit                                          | 2019                                             | Image manquante Téléverser                       |
| Cité Frugès - Le Corbusier : maison 1, rue Le Corbusier    | Pessac                                          | 1 rue Le Corbusier                               | 44° 47′ 58″ nord, 0° 38′ 51″ ouest               | « PA33000221 »                                   | Inscrit                                          | 2019                                             | Image manquante Téléverser                       |
| Maison de la cité Frugès                                   | Pessac                                          | 2 rue Le Corbusier                               | 44° 47′ 58″ nord, 0° 38′ 52″ ouest               | « PA33000140 »                                   | Inscrit                                          | 2011                                             | Maison de la cité Frugès                         |
| Maison de la cité Frugès                                   | Pessac                                          | 3 rue Le Corbusier                               | 44° 47′ 58″ nord, 0° 38′ 51″ ouest               | « PA33000119 »                                   | Inscrit                                          | 2009                                             | Maison de la cité Frugès                         |
| Maison de la cité Frugès                                   | Pessac                                          | 4 rue Le Corbusier                               | 44° 47′ 58″ nord, 0° 38′ 52″ ouest               | « PA33000048 »                                   | Classé                                           | 2013                                             | Maison de la cité Frugès                         |
| Cité Frugès - Le Corbusier : maison 5, rue Le Corbusier    | Pessac                                          | 5 rue Le Corbusier                               | 44° 47′ 57″ nord, 0° 38′ 51″ ouest               | « PA33000225 »                                   | Inscrit                                          | 2019                                             | Image manquante Téléverser                       |
| Maison de la cité Frugès                                   | Pessac                                          | 6 rue Le Corbusier                               | 44° 47′ 58″ nord, 0° 38′ 53″ ouest               | « PA33000118 »                                   | Inscrit                                          | 2009                                             | Maison de la cité Frugès                         |
| Maison de la cité Frugès                                   | Pessac                                          | 7 rue Le Corbusier                               | 44° 47′ 57″ nord, 0° 38′ 51″ ouest               | « PA33000154 »                                   | Inscrit                                          | 2012                                             | Maison de la cité Frugès                         |
| Cité Frugès - Le Corbusier : maison 10, rue Le Corbusier   | Pessac                                          | 10 rue Le Corbusier                              | 44° 47′ 57″ nord, 0° 38′ 53″ ouest               | « PA33000226 »                                   | Inscrit                                          | 2019                                             | Image manquante Téléverser                       |
| Cité Frugès - Le Corbusier : maison 11, rue Le Corbusier   | Pessac                                          | 11 rue Le Corbusier                              | 44° 47′ 57″ nord, 0° 38′ 52″ ouest               | « PA33000227 »                                   | Inscrit                                          | 2019                                             | Image manquante Téléverser                       |
| Maison de la cité Frugès                                   | Pessac                                          | 12 rue Le Corbusier                              | 44° 47′ 57″ nord, 0° 38′ 53″ ouest               | « PA33000141 »                                   | Inscrit                                          | 2011                                             | Maison de la cité Frugès                         |
| Maison de la cité Frugès                                   | Pessac                                          | 13 rue Le Corbusier                              | 44° 47′ 57″ nord, 0° 38′ 52″ ouest               | « PA33000189 »                                   | Inscrit                                          | 2015                                             | Maison de la cité Frugès                         |
| Maison de la cité Frugès                                   | Pessac                                          | 14 rue Le Corbusier                              | 44° 47′ 57″ nord, 0° 38′ 53″ ouest               | « PA33000142 »                                   | Inscrit                                          | 2011                                             | Maison de la cité Frugès                         |
| Maison de la cité Frugès                                   | Pessac                                          | 15 rue Le Corbusier                              | 44° 47′ 56″ nord, 0° 38′ 51″ ouest               | « PA33000151 »                                   | Classé                                           | 2014                                             | Maison de la cité Frugès                         |
| Maison de la cité Frugès                                   | Pessac                                          | 16 rue Le Corbusier                              | 44° 47′ 56″ nord, 0° 38′ 53″ ouest               | « PA33000117 »                                   | Inscrit                                          | 2009                                             | Maison de la cité Frugès                         |
| Maison de la cité Frugès                                   | Pessac                                          | 17 rue Le Corbusier                              | 44° 47′ 56″ nord, 0° 38′ 52″ ouest               | « PA33000143 »                                   | Inscrit                                          | 2011                                             | Maison de la cité Frugès                         |
| Maison de la cité Frugès                                   | Pessac                                          | 18 rue Le Corbusier                              | 44° 47′ 56″ nord, 0° 38′ 53″ ouest               | « PA33000144 »                                   | Inscrit                                          | 2011                                             | Maison de la cité Frugès                         |
| Cité Frugès - Le Corbusier : maison 20, rue Le Corbusier   | Pessac                                          | 20 rue Le Corbusier                              | 44° 47′ 55″ nord, 0° 38′ 54″ ouest               | « PA33000222 »                                   | Inscrit                                          | 2019                                             | Image manquante Téléverser                       |
| Cité Frugès - Le Corbusier : maison 21, rue Le Corbusier   | Pessac                                          | 21 rue Le Corbusier                              | 44° 47′ 56″ nord, 0° 38′ 52″ ouest               | « PA33000223 »                                   | Inscrit                                          | 2019                                             | Image manquante Téléverser                       |
| Cité Frugès - Le Corbusier : maison 22, rue Le Corbusier   | Pessac                                          | 22 rue Le Corbusier                              | 44° 47′ 55″ nord, 0° 38′ 54″ ouest               | « PA33000224 »                                   | Inscrit                                          | 2019                                             | Image manquante Téléverser                       |
| Cité Frugès - Le Corbusier : maison 25, rue Xavier-Arnozan | Pessac                                          | 25 rue Xavier Arnozan                            | 44° 47′ 58″ nord, 0° 38′ 50″ ouest               | « PA33000230 »                                   | Inscrit                                          | 2019                                             | Image manquante Téléverser                       |
| Maison de la cité Frugès                                   | Pessac                                          | 27 rue Xavier Arnozan                            | 44° 47′ 58″ nord, 0° 38′ 51″ ouest               | « PA33000115 »                                   | Classé                                           | 2013                                             | Maison de la cité Frugès                         |
| Monument aux morts                                         | Pessac                                          | Esplanade Charles-de-Gaulle                      | 44° 48′ 20″ nord, 0° 37′ 51″ ouest               | « PA33000190 »                                   | Inscrit                                          | 2015                                             | Monument aux morts                               |
| Moulin de Noès                                             | Pessac                                          |                                                  | 44° 48′ 44″ nord, 0° 39′ 23″ ouest               | « PA00083658 »                                   | Inscrit                                          | 1984                                             | Moulin de Noès                                   |
| Prieuré de Bardanac                                        | Pessac                                          |                                                  | 44° 47′ 39″ nord, 0° 36′ 22″ ouest               | « PA33000019 »                                   | Inscrit                                          | 1998                                             | Prieuré de Bardanac                              |
| Église Saint-Seurin du Pian-Médoc                          | Pian-Médoc (Le)                                 |                                                  | 44° 58′ 01″ nord, 0° 38′ 45″ ouest               | « PA00083663 »                                   | Inscrit                                          | 1925                                             | Église Saint-Seurin du Pian-Médoc                |
| Croix de cimetière                                         | Pout (Le)                                       |                                                  | 44° 48′ 09″ nord, 0° 21′ 32″ ouest               | « PA00083674 »                                   | Inscrit                                          | 1987                                             | Croix de cimetière                               |
| Église Saint-Martin du Pout                                | Pout (Le)                                       |                                                  | 44° 48′ 09″ nord, 0° 21′ 33″ ouest               | « PA00083675 »                                   | Inscrit                                          | 1987                                             | Église Saint-Martin du Pout                      |
| Château Péconet                                            | Quinsac                                         |                                                  | 44° 45′ 12″ nord, 0° 29′ 02″ ouest               | « PA33000083 »                                   | Inscrit                                          | 2005                                             | Château Péconet                                  |
| Château Le Grand Verdus                                    | Sadirac                                         |                                                  | 44° 47′ 40″ nord, 0° 23′ 45″ ouest               | « PA00083705 »                                   | Inscrit                                          | 1978                                             | Château Le Grand Verdus                          |
| Château de Tustal                                          | Sadirac                                         |                                                  | 44° 47′ 07″ nord, 0° 23′ 20″ ouest               | « PA33000108 »                                   | Inscrit                                          | 2008                                             | Château de Tustal                                |
| Croix de cimetière de Sadirac                              | Sadirac                                         |                                                  | 44° 46′ 54″ nord, 0° 24′ 39″ ouest               | « PA00083706 »                                   | Classé                                           | 1907                                             | Croix de cimetière de Sadirac                    |
| Église Saint-Martin de Sadirac                             | Sadirac                                         |                                                  | 44° 46′ 53″ nord, 0° 24′ 40″ ouest               | « PA00083707 »                                   | Inscrit                                          | 1925                                             | Église Saint-Martin de Sadirac                   |
| Église Saint-Aubin de Saint-Aubin-de-Médoc                 | Saint-Aubin-de-Médoc                            |                                                  | 44° 54′ 44″ nord, 0° 43′ 24″ ouest               | « PA00083714 »                                   | Inscrit                                          | 2006                                             | Église Saint-Aubin de Saint-Aubin-de-Médoc       |
| Église de Saint-Caprais-de-Bordeaux                        | Saint-Caprais-de-Bordeaux                       |                                                  | 44° 45′ 07″ nord, 0° 26′ 09″ ouest               | « PA00083715 »                                   | Inscrit                                          | 1925                                             | Église de Saint-Caprais-de-Bordeaux              |
| Église Saint-Genès de Saint-Genès-de-Lombaud               | Saint-Genès-de-Lombaud                          |                                                  | 44° 45′ 03″ nord, 0° 22′ 18″ ouest               | « PA00083742 »                                   | Classé                                           | 2004                                             | Église Saint-Genès de Saint-Genès-de-Lombaud     |
| Château de Châteauneuf                                     | Saint-Léon                                      |                                                  | 44° 46′ 37″ nord, 0° 16′ 55″ ouest               | « PA00083760 »                                   | Inscrit                                          | 1988                                             | Château de Châteauneuf                           |
| Église Saint-Léon de Saint-Léon                            | Saint-Léon                                      |                                                  | 44° 45′ 42″ nord, 0° 16′ 42″ ouest               | « PA00083759 »                                   | Inscrit                                          | 1925                                             | Église Saint-Léon de Saint-Léon                  |
| Chapelle Saint-Loup de Saint-Loubès                        | Saint-Loubès                                    |                                                  | 44° 55′ 04″ nord, 0° 25′ 40″ ouest               | « PA00088390 »                                   | Inscrit                                          | 1992                                             | Chapelle Saint-Loup de Saint-Loubès              |
| Le Bousquet                                                | Saint-Louis-de-Montferrand                      |                                                  | 44° 57′ 43″ nord, 0° 32′ 00″ ouest               | « PA00083763 »                                   | Inscrit                                          | 1966                                             | Le Bousquet                                      |
| Château Peyronnet                                          | Saint-Louis-de-Montferrand                      |                                                  | 44° 58′ 28″ nord, 0° 32′ 03″ ouest               | « PA33000089 »                                   | Inscrit                                          | 2005                                             | Château Peyronnet                                |
| Domaine d'Alty                                             | Saint-Louis-de-Montferrand                      |                                                  | 44° 55′ 48″ nord, 0° 32′ 45″ ouest               | « PA00083761 »                                   | Inscrit                                          | 1965                                             | Image manquante Téléverser                       |
| Domaine de la Seiglière                                    | Saint-Louis-de-Montferrand                      |                                                  | 44° 58′ 34″ nord, 0° 32′ 06″ ouest               | « PA00083762 »                                   | Inscrit                                          | 1987                                             | Domaine de la Seiglière                          |
| Immeuble Margarance                                        | Saint-Louis-de-Montferrand                      |                                                  | 44° 58′ 06″ nord, 0° 32′ 01″ ouest               | « PA00083764 »                                   | Inscrit                                          | 1966                                             | Immeuble Margarance                              |
| La Palanque                                                | Saint-Louis-de-Montferrand                      |                                                  | 44° 56′ 20″ nord, 0° 32′ 34″ ouest               | « PA00083765 »                                   | Inscrit                                          | 1966                                             | Image manquante Téléverser                       |
| Château d'Eyrans                                           | Saint-Médard-d'Eyrans                           |                                                  | 44° 42′ 51″ nord, 0° 29′ 54″ ouest               | « PA00083783 »                                   | Inscrit                                          | 1988                                             | Château d'Eyrans                                 |
| Château du Bourdieu                                        | Saint-Médard-en-Jalles                          |                                                  | 44° 53′ 45″ nord, 0° 42′ 51″ ouest               | « PA00083785 »                                   | Inscrit                                          | 1981                                             | Château du Bourdieu                              |
| Château de Gajac                                           | Saint-Médard-en-Jalles                          |                                                  | 44° 53′ 07″ nord, 0° 41′ 59″ ouest               | « PA00083786 »                                   | Inscrit                                          | 2013                                             | Château de Gajac                                 |
| Église de Saint-Médard-en-Jalles                           | Saint-Médard-en-Jalles                          |                                                  | 44° 53′ 45″ nord, 0° 43′ 05″ ouest               | « PA00083787 »                                   | Inscrit                                          | 1925                                             | Église de Saint-Médard-en-Jalles                 |
| Château de Bel Air                                         | Saint-Morillon                                  |                                                  | 44° 39′ 00″ nord, 0° 29′ 28″ ouest               | « PA00083791 »                                   | Inscrit                                          | 1986                                             | Château de Bel Air                               |
| Église Saint-Maurille de Saint-Morillon                    | Saint-Morillon                                  |                                                  | 44° 39′ 01″ nord, 0° 30′ 09″ ouest               | « PA00083792 »                                   | Inscrit                                          | 2008                                             | Église Saint-Maurille de Saint-Morillon          |
| Croix de cimetière de Saint-Sulpice-et-Cameyrac            | Saint-Sulpice-et-Cameyrac                       |                                                  | 44° 54′ 37″ nord, 0° 23′ 28″ ouest               | « PA00083806 »                                   | Classé                                           | 1908                                             | Croix de cimetière de Saint-Sulpice-et-Cameyrac  |
| Église Saint-Jean-Baptiste de Cameyrac                     | Saint-Sulpice-et-Cameyrac                       |                                                  | 44° 53′ 06″ nord, 0° 24′ 03″ ouest               | « PA00083805 »                                   | Inscrit                                          | 1925                                             | Église Saint-Jean-Baptiste de Cameyrac           |
| Église Saint-Roch de Saint-Sulpice-et-Cameyrac             | Saint-Sulpice-et-Cameyrac                       |                                                  | 44° 54′ 37″ nord, 0° 23′ 26″ ouest               | « PA00083804 »                                   | Inscrit                                          | 1925                                             | Église Saint-Roch de Saint-Sulpice-et-Cameyrac   |
| Église de Saint-Vincent-de-Paul                            | Saint-Vincent-de-Paul                           |                                                  | 44° 57′ 20″ nord, 0° 28′ 11″ ouest               | « PA33000063 »                                   | Inscrit                                          | 2002                                             | Église de Saint-Vincent-de-Paul                  |
| Domaine du Rivalet                                         | Sallebœuf                                       |                                                  | 44° 51′ 35″ nord, 0° 23′ 12″ ouest               | « PA00125245 »                                   | Inscrit                                          | 1993                                             | Image manquante Téléverser                       |
| Mémorial de la ferme de Richemont                          | Saucats                                         |                                                  | 44° 37′ 49″ nord, 0° 37′ 51″ ouest               | « PA33000085 »                                   | Inscrit                                          | 2005                                             | Mémorial de la ferme de Richemont                |
| Abbaye de La Sauve-Majeure                                 | Sauve (La)                                      |                                                  | 44° 46′ 07″ nord, 0° 18′ 42″ ouest               | « PA00083832 »                                   | Classé                                           | 1840                                             | Abbaye de La Sauve-Majeure                       |
| Église Saint-Pierre de La Sauve                            | Sauve (La)                                      |                                                  | 44° 46′ 08″ nord, 0° 19′ 00″ ouest               | « PA00083833 »                                   | Classé                                           | 1920                                             | Église Saint-Pierre de La Sauve                  |
| Château de la Dame Blanche                                 | Taillan-Médoc (Le)                              |                                                  | 44° 54′ 23″ nord, 0° 39′ 40″ ouest               | « PA00083843 »                                   | Classé                                           | 1964                                             | Image manquante Téléverser                       |
| Château Belair                                             | Talence                                         |                                                  | 44° 48′ 09″ nord, 0° 34′ 48″ ouest               | « PA33000130 »                                   | Inscrit                                          | 2009                                             | Image manquante Téléverser                       |
| Château Margaut                                            | Talence                                         |                                                  | 44° 48′ 26″ nord, 0° 35′ 28″ ouest               | « PA00083844 »                                   | Inscrit                                          | 1958                                             | Château Margaut                                  |
| Château de Peixotto                                        | Talence                                         |                                                  | 44° 48′ 29″ nord, 0° 35′ 23″ ouest               | « PA00083845 »                                   | Inscrit                                          | 1935                                             | Château de Peixotto                              |
| Château du Prince Noir                                     | Talence                                         |                                                  | 44° 49′ 02″ nord, 0° 35′ 34″ ouest               | « PA00083846 »                                   | Inscrit                                          | 1984                                             | Château du Prince Noir                           |
| Château Raba                                               | Talence                                         |                                                  | 44° 47′ 41″ nord, 0° 36′ 01″ ouest               | « PA00083847 »                                   | Classé                                           | 2007                                             | Château Raba                                     |
| Presbytère                                                 | Talence                                         |                                                  | 44° 48′ 46″ nord, 0° 35′ 33″ ouest               | « PA00083895 »                                   | Inscrit                                          | 1990                                             | Presbytère                                       |
| Chantiers Tramasset du Tourne                              | Tourne (Le)                                     |                                                  | 44° 42′ 29″ nord, 0° 24′ 18″ ouest               | « PA33000105 »                                   | Inscrit                                          | 2008                                             | Chantiers Tramasset du Tourne                    |
| Église Saint-Pierre de Tresses                             | Tresses                                         |                                                  | 44° 50′ 50″ nord, 0° 27′ 47″ ouest               | « PA00083854 »                                   | Classé                                           | 1964                                             | Église Saint-Pierre de Tresses                   |
| Château de Sallegourde                                     | Villenave-d'Ornon                               |                                                  | 44° 46′ 13″ nord, 0° 33′ 12″ ouest               | « PA33000064 »                                   | Inscrit                                          | 2002                                             | Château de Sallegourde                           |
| Église Saint-Martin de Villenave-d'Ornon                   | Villenave-d'Ornon                               |                                                  | 44° 46′ 18″ nord, 0° 32′ 31″ ouest               | « PA00083863 »                                   | Classé                                           | 1920                                             | Église Saint-Martin de Villenave-d'Ornon         |